# ピット (カードゲーム)
ピット（Pit）は、商品（農産物や鉱物）の入札のための立ち会い取引をモデルにした、3～8人で遊ぶ非常にテンポの速いカードゲームである。このゲームはパーカー・ブラザーズによって発明され、1904年に最初に発売された。このゲームで有名なバージョンの物としては、心霊診断家としての名声を高めることになったエドガー・ケイシーが発明した物である 。「The Pit」の名で知られるシカゴ商品取引所、フィラデルフィアのフィラデルフィアとうもろこし取引所、それに商売的に成功した有名なゲームであるGavitt's Stock Exchangeから発想を得た。Billionaire, Business, Cambio, Deluxe Pit, Quick 7,Zaster等の名前で、販売されている。

## ゲームの内容
1セット（箱1つ）に対し、8つの異なった種類の商品が書かれた物が9枚ずつ入った、74枚のカードで構成されている。商品の種類は様々なゲームの種類において異なっているが、近年最も遊ばれているバージョンに使われている物としては、大麦,トウモロコシ,コーヒー豆,オレンジ,カラスムギ,大豆,砂糖そして小麦が挙げられる。古典的なバージョンでは、亜麻,干し草,カラスムギ,ライ麦,トウモロコシ,大麦そして小麦である。
そして、大抵は2枚の特別なカードが含まれており、牛と熊がこれらにあたる（番犬や農夫など他のバージョンの物もある）。これらのカードは、オプション的な位置づけである。
1970年代になると、取引を開始する際に使用するベルを含んだバージョンが出るようになった。商品を9枚揃えて、最初にあがったプレイヤーがベルを鳴らすようになったのもこの頃からである。

## 遊び方
どのラウンドにおいても、プレイヤーの人数に対して含まれる商品の数は同じである。どのプレイヤーも9枚のカードが配られるが、2人のプレイヤーに対しては、牛か熊が含まれた10枚のカードを持つ事になる。
ピットにはターンがなく、どのプレイヤーも同時にプレーをする。プレイヤーは、相手のカードを見ることなく、他の1人のプレイヤーと1～4枚のカードを相手と同じ枚数分だけ交換する。取引のプロセスは、あるプレイヤーが交換したいカードの枚数を、他のプレイヤーが同数分のカードと提示するまで、叫ぶ事を含んでいる。カードを交換する2人のプレイヤーは、カードの表を伏せて交換する。
9枚同じ商品が揃ったプレイヤーが出ると、そのプレイヤーは「（○○〔商品名〕を）買い占めた！」と宣言して、商品に書かれた数字の分だけ得点を獲得し、1ラウンドが終了する（特別なバージョンのゲームでは、宣言する代わりにベルを鳴らすこともある）。

## 牛と熊のカード、ゲームの終了
牛のカードは、ワイルドカードと見なされ、他の9枚のカードと一緒にあがることが出来る。もしあるプレイヤーが1つの商品を9枚と牛のカードを持ってあがった時には、そのラウンドにおいて、そのプレイヤーはあがった商品に書かれた数字の2倍の得点を獲得できる。
熊のカードは、持っているとあがることが出来ない（言わば「お邪魔カード」である）。ラウンド終了時に、熊のカードを持っているか、他のプレイヤーがあがった時に牛のカードを持っていると、そのプレイヤーは20点だけ減点される。
ゲームの終了は、あらかじめ決められたラウンド数を終了した時（この場合は最も多くの得点を獲得したプレイヤーが勝利）か、あるプレイヤーがあらかじめ決められた得点（250点や500点が多い）に最初に達した時（この場合は最初に所定の得点に達したプレイヤーが勝利）である。

## カードの種類
オリジナルバージョンでは7種類の商品で構成されている。
| 商品名       | 得点 |
| ------------ | ---- |
| 小麦         | 100  |
| 大麦         | 85   |
| トウモロコシ | 75   |
| ライ麦       | 70   |
| カラスムギ   | 60   |
| 干し草       | 50   |
| 亜麻         | 40   |

より新しいバージョンでは7か8種類の商品が含まれており、亜麻・干し草・ライ麦の代わりに、オレンジ・コーヒー豆・砂糖・大豆が入っている。
| 商品名       | 得点 |
| ------------ | ---- |
| 小麦         | 100  |
| 大麦         | 85   |
| コーヒー豆   | 80   |
| トウモロコシ | 75   |
| 砂糖         | 65   |
| カラスムギ   | 60   |
| 大豆         | 55   |
| オレンジ     | 50   |

最初の発売（1904年）から100周年に当たる2004年に発売された「100周年記念バージョン」では、オリジナルバージョンから一新して、より現代化された8種類の商品で構成されている。
| 商品名   | 得点 |
| -------- | ---- |
| ココア豆 | 100  |
| 白金     | 85   |
| 金       | 80   |
| 牛       | 75   |
| 石油     | 65   |
| 米       | 60   |
| 銀       | 55   |
| ガス     | 50   |